# 淀川工技社
株式会社淀川工技社（よどがわこうぎしゃ、YODOGAWA Ind. & Tec. Co., Ltd.）は、複写サービス業務を出発点に、スキャニング業務・ファイリング業務・CAD出力などドキュメントサービス全般をカバーするようになった。

## 概要
1963年（昭和38年）4月、創業者：楠本楠郎により起業。時代と共にメディアが変化していく中で、幅広く柔軟に創意工夫をもってニーズに応えたいという思いから「1枚のコピーにも、他とは違う何かを」という理念をかかげる。また、「彩」という文字をシンボルとして用いており、「光彩」「色彩」「鮮彩」「水彩」「異彩」という5つの彩（差異）からなる企業理念をあらわしている。
事業領域は、コピー・出力などの複写・印刷をはじめ、スキャニングやデータコンバートによるWEBコンテンツ制作などの情報加工を手がけている。
| スタブアイコン | サブスタブ | この項目は、まだ閲覧者の調べものの参照としては役立たない、企業に関連した書きかけの項目です。この項目を加筆・訂正などしてくださる協力者を求めています（PJ:経済）。 |